# Брик Дмитро Іванович
Дмитро́ Іва́нович Брик (15 лютого 1921, станиця Ново-Іванівська, нині Краснодарського краю, Росія — 15 січня 1992, Кам'янець-Подільський) — український художник, педагог. Автор радянського герба Кам'янця-Подільського (1967).

## Біографічні відомості

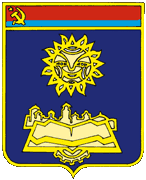
Радянський герб Кам'янця-Подільського. Автор Дмитро Брик

Закінчив 1939 року Краснодарське художньо-педагогічне училище. Учасник Другої cвітової війни. Від 1944 року проживав у Кам'янці-Подільському. Працював у художній майстерні.
Від 1952 року — керівник студії образотворчого мистецтва при Кам'янець-Подільському палаці піонерів (серед учнів Віктор Синюкаєв), від 1969 року — викладач міської дитячої художньої школи.